# CING
CING INC(株式会社シング)는 1999년 4월 22일에 설립되었다가 2010년 3월에 파산된 일본의 옛 기업이다.

## 주요 작품
호텔 더스크의 비밀(2007)
라스트 윈도우: 한밤중의 약속(2010)

## 현재
호텔 더스크의 비밀 후속작을 만들고 2억 5600만 엔의 빚을 지게 된 CING은 파산하게 된다.